# Pieter Antonie van der Lith
Pieter Antonie van der Lith (Utrecht, 31 mei 1844 - Leiden, 17 maart 1901) was een Nederlands rechtsgeleerde en hoogleraar.

## Biografie
Pieter Antonie van der Lith werd geboren op 31 mei 1844 in Utrecht als zoon van Johan Peter Theodoor van der Lith en Jennetta Johanna Ramaer. Hij volgde onderwijs aan de Fransche bewaarschool en de departementschool van het Nut om vervolgens het gymnasium te doorlopen waar hij in 1862 slaagde. Vervolgens werd hij ingeschreven als rechtenstudent aan de Rijksuniversiteit Utrecht waar hij in 1867 promoveerde in beide rechten op stellingen. Tijdens zijn studie richtte hij zich voornamelijk op het privaatrecht en had de ambitie voor een carrière bij de rechtelijke macht in Nederlands-Indië. Om zijn ambitie te verwezenlijken volgde hij een opleiding aan de Rijksinstelling van onderwijs in Indische Taal-, Land- en Volkskunde waar hij in 1868 met succes het grootambtenarenexamen aflegde.
Hij wilde datzelfde jaar naar Nederlands-Indië vertrekken maar de hoogleraar Scheltema kwam te overlijden waarna Van der Lith een hoogleraarschap aangeboden werd aan de Rijksinstelling voor onderwijs in Indische taal-, land- en volkenkunde in Leiden. Hij aanvaardde het ambt en gaf les in de geschiedenis van Nederlands-Indië en de Indische Staatsinstellingen. In 1876 sloot de Rijksinstelling waarna de ambtenarenopleiding ondergebracht werd bij een nieuw opgericht gemeentelijk instituut in Leiden. Hij was tot de sluiting van dit instituut in 1892 directeur. In 1877 werd hij benoemd tot hoogleraar aan de Universiteit Leiden. Hij ruilde de geschiedenis van Nederlands-Indië in voor het mohammedaans recht. Zijn ambt aanvaardde hij met de rede  Het doel en de methode der wetenschap van het koloniale recht. Zijn nieuwe leeropdracht leidde ertoe dat hij Arabisch ging leren. Gedurende het collegejaar 1894-1895 vervulde hij de functie van rector magnificus.
Hij bleef hoogleraar totdat hij op 17 maart 1901 overleed na een kort ziekbed.

## Onderscheidingen
- 1874: officier in de Orde van de Eikenkroon.
- 1884: ridder in de Koninklijke Orde van Cambodja.
- 1885: ridder in de Orde van Onze Lieve Vrouwe van Villa Viçosa.
- 1889: ridder in de Orde van Sint-Olaf.
- 1893: lid Koninklijke Nederlandse Akademie van Wetenschappen.

## Publicaties (selectie)
- De staatsinstellingen van Nederlandsch Indië. 1871 (met J. Spanjaard)
- Nederlandsch Oost-Indië, beschreven en afgebeeld voor het Nederlandsche volk. 1874-77, 1893-94
- De grondslagen voor het British-Indisch beheer. 1876 (met A. W. P. Verkerk Pistorius)
- Het doel en de methode der wetenschap van het koloniale recht. Leiden E.J. Brill 1877
- Les Merveilles de l’ Inde, texte arabe. 1883
- De Koloniale wetgever tegenover Europeesche en inlandische rechtsbegrippen. In: De Gids. 1882
- Het Noord-Borneo tractaat. In: De Gids. 1891
- Bombay onder het bestuur van Lord Reay. In: De Gids. 1892
- Encyclopædie van Nederlandsch-Indie. Den Haag 1897 (met F. Fokkens)